# بريستون (أيداهو)
بريستون (بالإنجليزية: Preston)‏ هي مدينة أمريكية تقع في ولاية أيداهو. ويبلغ عدد سكانها 5204 نسمة حسب إحصاء سنة 2010 م 5204.

## التركيبة السكانية
قام مكتب تعداد الولايات المتحدة بتحديد بيانات التركيبة السكانية لبريستون في تعداد الولايات المتحدة. في ما يلي، التركيبة السكانية حسب تعدادي 2000 و2010.

### تعداد عام 2000
بلغ عدد سكان بريستون 4,682 نسمة بحسب تعداد عام 2000، وبلغ عدد الأسر 1,529 أسرة وعدد العائلات 1,200 عائلة مقيمة في المدينة. في حين سجلت الكثافة السكانية 701.0 نسمة لكل ميل مربع (270.7/كم2). وبلغ عدد الوحدات السكنية 1,640 وحدة بمتوسط كثافة قدره 245.6 نسمة لكل ميل مربع (94.8/كم2).
وتوزع التركيب العرقي للمدينة بنسبة 95.22% من البيض و0.45% من الأمريكيين الأصليين و0.13% من الأمريكيين ذوي الأصول الآسيوية و0.06% من سكان جزر المحيط الهادئ و0.09% من الأمريكيين الأفارقة و0.94% من عرقين مختلطين أو أكثر.
بلغ عدد الأسر 1,529 أسرة كانت نسبة 44.0% منها لديها أطفال تحت سن الثامنة عشر تعيش معهم، وبلغت نسبة الأزواج القاطنين مع بعضهم البعض 67.2% من أصل المجموع الكلي للأسر، ونسبة 8.0% من الأسر كان لديها معيلات من الإناث دون وجود شريك، وكانت نسبة 21.5% من غير العائلات. تألفت نسبة 20.0% من أصل جميع الأسر من أفراد ونسبة 11.4% كانوا يعيش معهم شخص وحيد يبلغ من العمر 65 عاماً فما فوق. وبلغ متوسط حجم الأسرة المعيشية 3.50، أما متوسط حجم العائلات فبلغ 3.01.
بلغ العمر الوسطي للسكان 28 عاماً. وكانت نسبة 35.3% من القاطنين تحت سن الثامنة عشر، وكانت نسبة 10.5% بين الثامنة عشر والأربعة وعشرون عاماً، ونسبة 24.1% كانت واقعةً في الفئة العمرية ما بين الخامسة والعشرين حتى الرابعة والأربعين عاماً، ونسبة 15.9% كانت ما بين الخامسة والأربعين حتى الرابعة والستين، ونسبة 14.3% كانت ضمن فئة الخامسة والستين عاماً فما فوق. يوجد لكل 100 أنثى 95.9 ذكر، ويوجد لكل 100 أنثى في الثامنة عشر من عمرها فما فوق 90.2 ذكر.
بلغ متوسط دخل الأسرة في المدينة 35,204 دولار، أما متوسط دخل العائلة فبلغ 39,537 دولار. وكان متوسط دخل الذكور 29,247 دولار مقابل 20,652 دولار للإناث. وسجل دخل الفرد الخاص بالمدينة 13,751 دولار. وكانت نسبة 5.9% من العائلات ونسبة 6.7% من السكان تحت خط الفقر، وكان من هؤلاء نسبة 5.9% تحت سن الثامنة عشر ونسبة 6.2% في الخامسة والستين من العمر وما فوق.

### تعداد عام 2010
بلغ عدد سكان بريستون 5,204 نسمة بحسب تعداد عام 2010، وبلغ عدد الأسر 1,751 أسرة وعدد العائلات 1,327 عائلة مقيمة في المدينة. في حين سجلت الكثافة السكانية 782.6 نسمة لكل ميل مربع (302.2/كم2). وبلغ عدد الوحدات السكنية 1,873 وحدة بمتوسط كثافة قدره 281.7 لكل ميل مربع (108.8/كم2).
وتوزع التركيب العرقي للمدينة بنسبة 93.7% من البيض و0.7% من الأمريكيين الأصليين و0.2% من الأمريكيين ذوي الأصول الآسيوية و0.1% من سكان جزر المحيط الهادئ و0.2% من الأمريكيين الأفارقة و1.7% من عرقين مختلطين أو أكثر.
بلغ عدد الأسر 1,751 أسرة كانت نسبة 42.0% منها لديها أطفال تحت سن الثامنة عشر تعيش معهم، وبلغت نسبة الأزواج القاطنين مع بعضهم البعض 62.9% من أصل المجموع الكلي للأسر، ونسبة 9.3% من الأسر كان لديها معيلات من الإناث دون وجود شريك، بينما كانت نسبة 3.5% من الأسر لديها معيلون من الذكور دون وجود شريكة وكانت نسبة 24.2% من غير العائلات. تألفت نسبة 21.3% من أصل جميع الأسر من أفراد ونسبة 10.8% كانوا يعيش معهم شخص وحيد يبلغ من العمر 65 عاماً فما فوق. وبلغ متوسط حجم الأسرة المعيشية 3.43، أما متوسط حجم العائلات فبلغ 2.92.
بلغ العمر الوسطي للسكان 31.7 عاماً. وكانت نسبة 33.2% من القاطنين تحت سن الثامنة عشر، وكانت نسبة 8.3% بين الثامنة عشر والأربعة وعشرون عاماً، ونسبة 24.1% كانت واقعةً في الفئة العمرية ما بين الخامسة والعشرين حتى الرابعة والأربعين عاماً، ونسبة 19.2% كانت ما بين الخامسة والأربعين حتى الرابعة والستين، ونسبة 15.2% كانت ضمن فئة الخامسة والستين عاماً فما فوق. وتوزع التركيب الجنسي للسكان بنسبة 49.5% ذكور و50.5% إناث.